# Salomone (miniserie televisiva)
Salomone (Solomon) è una miniserie televisiva che fa parte del ciclo La Bibbia, e narra le vicende di Re Salomone.

## Descrizione
Questa fiction è una coproduzione internazionale; la Lux Vide ha coinvolto nella realizzazione: RAI - Radiotelevisione italiana (Italia), Lubě (Italia), BetaFilm (Germania), ARD Degeto Film (Germania), Česká televize (Repubblica Ceca) - Antena 3 (Spagna), France 2 (Francia), MTM Enterprises (Stati Uniti d'America), NCRV Television (Paesi Bassi), British Sky Broadcasting (Regno Unito).
Le riprese furono effettuate a Ouarzazate, nel Marocco.
La regia è di Roger Young; l'autore della sceneggiatura è Bradley T Winter; gli attori protagonisti sono Ben Cross (Salomone), Max von Sydow (Davide), David Suchet (Joab), Dexter Fletcher (Roboamo), Maria Grazia Cucinotta (Abisag), Anouk Aimée (Betsabea), Stefania Rocca (Anna), Umberto Orsini (Natan), George W Baley (Azarel), Ivan Kaye (Adonia). La miniserie è composta da 2 puntate della durata di 90 minuti circa ciascuna, e venne trasmessa in prima visione TV su Rai 1 il 15 e il 17 dicembre 1997.
In Italia la fiction ha il titolo Salomone ed anche il titolo alternativo La Bibbia - Salomone; nel Regno Unito Solomon, in Germania Die Bibel - Salomon, in Grecia I vivlos: O Solomontas o Vasilias Solomontas, in Finlandia Raamattu: Salomo. 
 Negli USA la fiction andò in onda in prima visione nel 2000 su Pax TV, in Finlandia nel 2001, ed in Grecia uscì il DVD in lingua greca il 9 marzo 2007.

## Ascolti
| n° | Prima TV Italia  | Telespettatori | Share  |
| -- | ---------------- | -------------- | ------ |
| 1  | 15 dicembre 1997 | 9 465 000      | 33,19% |
| 2  | 17 dicembre 1997 | 8 633 000      | 31,30% |